# Тринидад и Тобаго на зимних Олимпийских играх 2022
Тринидад и Тобаго участвовали в зимних Олимпийских играх 2022 года в Пекине, Китай, с 4 по 20 февраля 2022 года. Это первое выступление страны за 20 лет на зимних Олимпийских играх.
Окончательный состав команды Тринидада и Тобаго из двух спортсменов, выступающих в бобслее, был назван 19 января 2022 года. 3 февраля 2022 года бобслеист Андре Маркано был назван знаменосцем страны во время церемонии открытия. Тем временем доброволец нёс флаг страны во время церемонии закрытия.

## Участники
| Спорт   | Мужчины | Женщины | Всего |
| ------- | ------- | ------- | ----- |
| Бобслей | 3       | 0       | 3     |
| Total   | 3       | 0       | 3     |

## Бобслей
Тринидад и Тобаго квалифицировался на двухместных санях, что ознаменовало его возвращение в спорт (и на зимние Олимпийские игры) впервые с 2002 года. Команда была официально названа 19 января 2022 года.
| Спортсмен                                                     | Событие        | Забег 1 | Забег 1 | Забег 2 | Забег 2 | Забег 3 | Забег 3 | Забег 4        | Забег 4        | Всего   | Всего |
| Спортсмен                                                     | Событие        | Время   | Место   | Время   | Место   | Время   | Место   | Время          | Место          | Время   | Место |
| ------------------------------------------------------------- | -------------- | ------- | ------- | ------- | ------- | ------- | ------- | -------------- | -------------- | ------- | ----- |
| Аксель Браун Андре Маркано (забег 1 и 2) Шакил Джон (забег 3) | Мужские двойки | 1:00.81 | 28      | 1:00.89 | 27      | 1:00.86 | 28      | Не продвинулся | Не продвинулся | 3:02.56 | 28    |